# سينما جنين

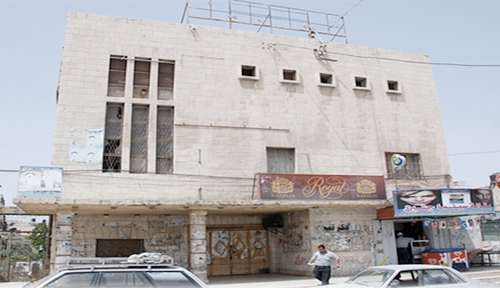
سينما جنين

سينما جنين أحد المعالم الثقافية البارزة في الأراضي الفلسطينية. كانت تعد لفترة طويلة من أكبر صالات العرض في الضفة الغربية. تقع في قلب مدينة جنين. تعرضت للإغلاق مدة 22 سنة بعد الانتفاضة الأولى مباشرة عام 1987. تم البدء بإعادة افتتاحها بمجهود محلي فلسطيني كبير وبدعم ألماني في عام 2009 بهدف تشجيع ثقافة السينما لسكان مدينة جنين ومخيمها، بعرض الأفلام الوثائقية والأفلام العربية الكلاسيكية والأفلام الحديثة بالإضافة لأفلام الأطفال. تشمل قاعة العرض على 250 مقعد بالطابق الأول و 200 مقعد على الشرفة. وتم تحديد يوم 5 أغسطس / آب 2010 يوم إعادة إطلاق سينما جنين.

## وصلات خارجية
- الموقع الرسمي لسينما جنين